# Ulice (dystrykt Brczko)
Ulice – wieś w Bośni i Hercegowinie, w dystrykcie Brczko. W 2013 roku liczyła 892 mieszkańców, z czego większość stanowili Chorwaci.